# Ledoweg

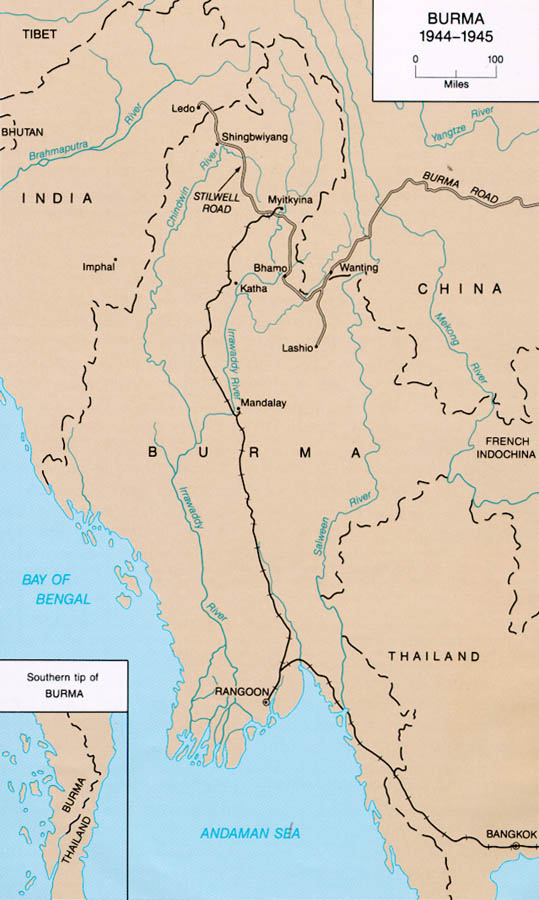
Birma- en Ledoweg in 1944

De Ledoweg ligt tussen Ledo in Assam in India en Myitkyina in Birma (nu Myanmar). Het eindpunt komt uit op de Birmaweg die verder gaat naar Kunming in de China.
De Birmaweg werd in 1937-1938 aangelegd tijdens de Tweede Chinees-Japanse Oorlog. De Britten gebruikten de weg om oorlogsmateriaal naar China te vervoeren voordat Japan met de Britten in oorlog was. De voorraden werden naar Rangoon verscheept en verder per spoor naar Lashio gebracht, waar de weg door Birma begon. In 1942 veroverden het Japanse leger Birma en de Birmaweg kon niet meer worden gebruikt. Om het Chinese leger van materiaal te blijven voorzien vlogen de geallieerden over het oostelijke uiteinde van het Himalayagebergte naar Kunming. Deze luchtbrug had een beperkte capaciteit, was gevaarlijk en kostte veel geld.
Generaal Joseph Stilwell besloot de Ledoweg aan te leggen. Deze loopt van Assam in India, via het noorden van Birma, naar Myitkyina. Daar is de aansluiting met de Birmaweg en de goederen vervolgden de weg naar Kunming. In december 1942 werd het Amerikaanse leger verantwoordelijk voor de aanleg van de Ledoweg. De gekozen route had veel obstakels, het Patkaigebergte lag aan het begin van de weg en het oerwoud was ondoordringbaar. De vrachtwagens reden zover als mogelijk, voor het verdere transport werd gebruik gemaakt van dragers, lastdieren en zelfs olifanten. Verder werden de bouwwerkzaamheden gehinderd door de neerslag tijdens de moesson, van mei tot oktober, die wegen wegspoelden of veranderden in modderpoelen. Dit hinderde de aanvoer van personeel en materiaal. Tegen eind 1943 was een sectie van 103 mijl (166 kilometer) gereed en was Shingbwiyang bereikt.
Om de weg verder aan te kunnen leggen moest het leger de Japanse troepen uit de regio verdrijven. De nieuwe weg werd intensief gebruikt voor de bevoorrading van de strijdende troepen. De bergen waren achter de rug en de route ging verder over een hoogvlakte. Op 12 januari 1945 bereikte de Ledoweg de plaats Myitkyina. De weg was 268 mijl (431 km) lang en telde twee rijbanen die gedurende alle seizoenen bruikbaar was. Tussen Myitkyina en Mong-Yu lag een eenbaansweg. Bij Mong-Yu, tegen de Chinese grens en op 470 mijl (756 km) van Ledo, was de aansluiting met de bestaande Birmaweg. Van hier was er een goede tweebaansweg naar Kunming. De totale lengte van het traject was 1079 mijl (1736 km). Het eerste konvooi van voertuigen bereikte op 4 februari 1945 Kunming.
Langs de route lagen diverse kampen. Deze werden gebruikt als rustplaats voor de chauffeurs, voor het onderhoud aan de voertuigen en voor de overslag of tijdelijk opslag van de goederen. Het meest zware deel van de route lag tussen Ledo en Shingbwiyang. Hier reden uitsluitend vrachtwagens met een laadvermogen van 2,5 ton en aandrijving op alle wielen, zoals de Deuce and a half. Na Shingbwiyang was de weg beter begaanbaar en kon gebruik worden gemaakt van trekkers met opleggers.
De transporten kampten met problemen mede door een gebrek aan chauffeurs. Deels werd dit opgevangen door het opleiden van Chinese militairen, maar dit was geen succes. De voertuigen met bestemming Kunming bleven in China en de chauffeurs werden teruggevlogen naar India. Een reis van India naar China duurde aanvankelijk 18 dagen, maar door verbeteringen en het verwijderen van knelpunten werd dit teruggebracht naar 12 tot 14 dagen. Van 1 februari tot 8 oktober 1945 reden er 433 konvooien over de weg met eindbestemming China. Zij brachten 25.783 voertuigen, 6539 aanhangwagens en 38.062 short ton (circa 34.500 ton) aan vracht over. Het militaire transport werd op 1 november 1945 officieel beëindigd.
Langs het hele traject van de weg lag ook een leiding voor het transport van brandstof. Van Ledo tot Myitkyina had deze een diameter van 6 inch (15,2 cm) en op de rest van het traject naar Kunming lag een 4 inch pijp (10,2 cm). In april 1945 kwam de pijplijn over het gehele traject in gebruik en werd de eerste brandstof geleverd in Kunming. In juli 1945 werd meer dan 10.000 ton brandstof afgeleverd in de Chinese plaats.
Chiang Kai-shek kwam met het idee de naam van de weg te veranderen in Stillwell Road.

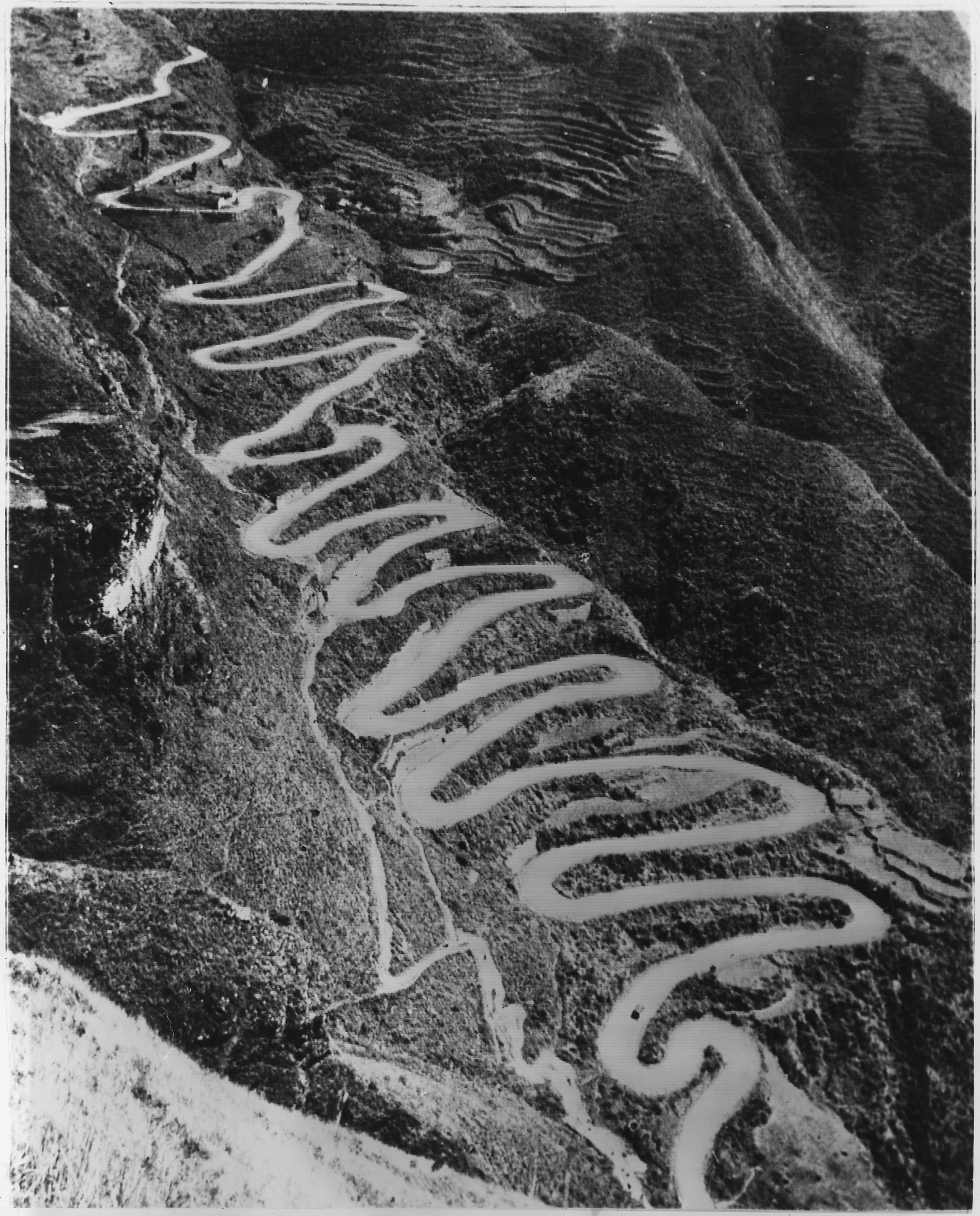
24 haarspeltbochten in Guizhou op de Ledo- en Brimaweg
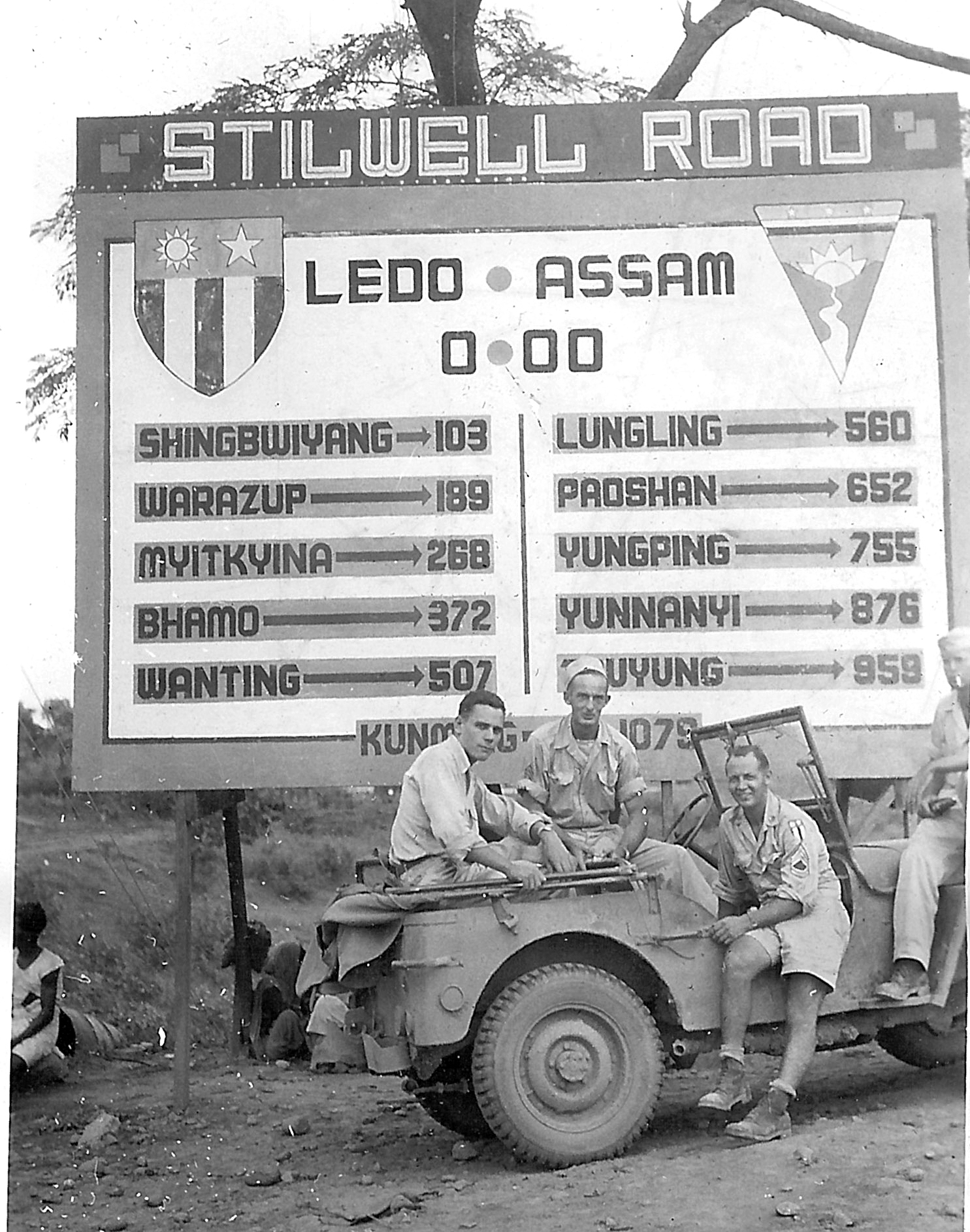
Ledoweg met afstandentabel
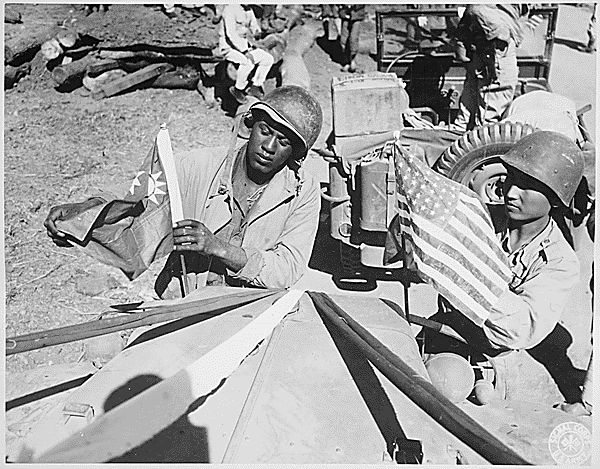
Amerikaanse en Chinese soldaat bevestigen vlaggen aan voertuig
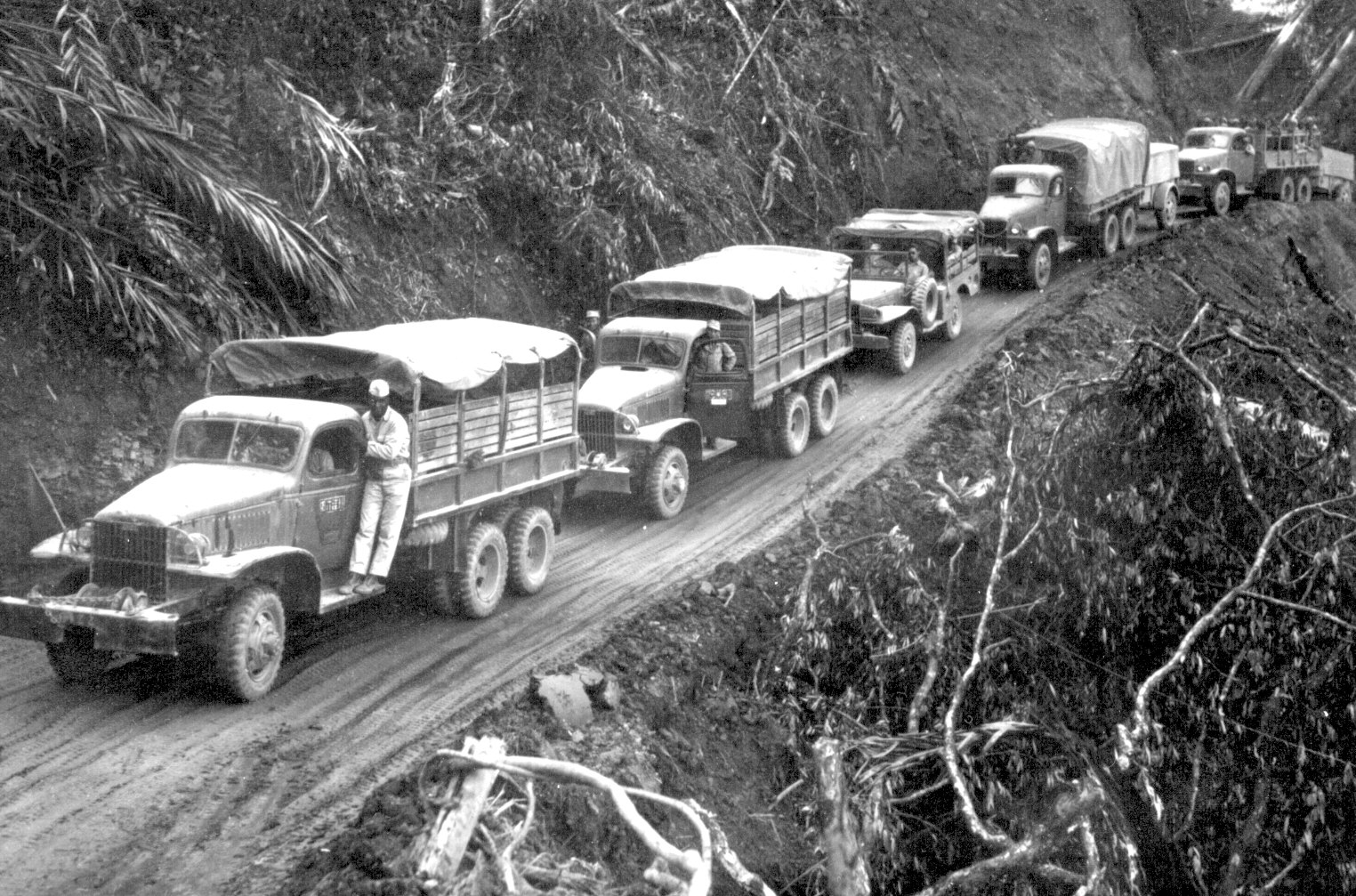
Amerikaans konvooi op de weg

## Trivia
- In 1945 werd een propagandafilm uitgebracht onder de titel Stilwell Road. Het was een samenwerking van Amerikaanse, Britse en Indiase filmeenheden over de bouw van de Ledoweg. Ronald Reagan geeft bij de film commentaar.